# استان‌های آرژانتین
آرژانتین به ۲۳ استان (به اسپانیایی: provincias, singular provincia) و یک شهر خودمختار تقسیم شده‌است. شهر و استان‌ها قانون اساسی خود را دارند، اما زیر نظر یک سیستم فدرال.
استان‌ها به بخش‌هایی (به اسپانیایی: departamentos, singular departamento) تقسیم می‌شوند، به جز استان بوئنوس آیرس.

## تقسیمات سیاسی سطح اول آرژانتین

### استان‌های آرژانتین و شهر خودمختار بوئنوس آیرس
| - بوئنوس آیرس - استان بوئنوس آیرس - استان کاتامارکا - استان چاکو - استان چوبوت - استان کوردوبا - استان کورینتس - استان انتره ریوس - استان فورموسا - استان خوخوی - استان لا پامپا - استان لا ریوخا - استان مندوسا - استان میسیونس - استان نئوکن - استان ریو نگرو، آرژانتین - استان سالتا - استان سان خوآن - استان سان لوئیس - استان سانتا کروس - استان سانتا فه - استان سانتیاگو دل استرو - استان تیرا دل فوئگو، آرژانتین - استان توکومان | Provinces of Argentina. |

## جمعیت
| پرچم                          | استان             | پایتخت                 | زبان رسمی        | جمعیت (۲۰۱۰) | رتبه | مساحت (km²) | رتبه | تراکم(/km²) | رتبه | بنیان‌گذاری     |
| ----------------------------- | ----------------- | ---------------------- | ---------------- | ------------ | ---- | ----------- | ---- | ----------- | ---- | -------------- |
| بوئنوس آیرس                   | بوئنوس آیرس       | --                     |                  | ۲٬۸۹۱٬۰۸۲    | ۴    | ۲۰۳         | ۲۴   | ۱۴٬۲۴۲      | ۱    | ۲۲ اوت ۱۹۹۴    |
| استان بوئنوس آیرس             | استان بوئنوس آیرس | لا پلاتا               |                  | ۱۵٬۵۹۴٬۴۲۸   | ۱    | ۳۰۷٬۵۷۱     | ۱    | ۵۱          | ۳    | ۱۶ فوریه ۱۸۲۰  |
| استان کاتامارکا               | استان             | کاتامارکا              |                  | ۳۶۷٬۸۲۰      | ۲۰   | ۱۰۲٬۶۰۲     | ۱۱   | ۴           | ۲۰   | ۲۵ اوت ۱۸۲۱    |
| استان چاکو                    | استان             | رزیستنسیا              |                  | ۱٬۰۵۳٬۴۶۶    | ۱۰   | ۹۹٬۶۳۳      | ۱۲   | ۱۱          | ۱۱   | ۸ اوت ۱۹۵۱     |
| استان چوبوت                   | استان             | راوسون                 |                  | ۵۰۶٬۶۶۸      | ۱۸   | ۲۲۴٬۶۸۶     | ۳    | ۲           | ۲۲   | ۱۵ ژوئن ۱۹۵۵   |
| استان کوردوبا، آرژانتین       | استان             | (آرژانتین)             |                  | ۳٬۳۰۴٬۸۲۵    | ۲    | ۱۶۵٬۳۲۱     | ۵    | ۲۰          | ۶    | ۵ ژانویه ۱۸۲۰  |
| استان کورینتس                 | استان کورینتس     | کورینتس                | Spanish, Guaraní | ۹۹۳٬۳۳۸      | ۱۱   | ۸۸٬۱۹۹      | ۱۶   | ۱۱          | ۱۰   | ۲۰ آوریل ۱۸۱۴  |
| استان انتره ریوس              | استان انتره ریوز  | پارانا                 |                  | ۱٬۲۳۶٬۳۰۰    | ۷    | ۷۸٬۷۸۱      | ۱۷   | ۱۶          | ۷    | ۲۳ آوریل ۱۸۱۴  |
| استان فورموسا                 | استان             | فورموزا                |                  | ۵۲۷٬۸۹۵      | ۱۷   | ۷۲٬۰۶۶      | ۱۹   | ۷           | ۱۴   | ۱۵ ژوئن ۱۹۵۵   |
| استان خوخوی                   | استان             | سان سالوادور ده خوخوئی |                  | ۶۷۲٬۲۶۰      | ۱۴   | ۵۳٬۲۱۹      | ۲۰   | ۱۳          | ۸    | ۱۷ دسامبر ۱۸۳۶ |
| استان لا پامپا                | استان لاپامپا     | سانتا روسا             |                  | ۳۱۶٬۹۴۰      | ۲۲   | ۱۴۳٬۴۴۰     | ۸    | ۲           | ۲۳   | ۸ اوت ۱۹۵۱     |
| استان لا ریوخا، آرژانتین      | استان             | لا ریوخا               |                  | ۳۳۱٬۸۴۷      | ۲۱   | ۸۹٬۶۸۰      | ۱۴   | ۴           | ۱۹   | ۱ مارس ۱۸۲۰    |
| استان مندوسا                  | استان مندوزا      | مندوزا                 |                  | ۱٬۷۴۱٬۶۱۰    | ۵    | ۱۴۸٬۸۲۷     | ۷    | ۱۲          | ۹    | ۱ مارس ۱۸۲۰    |
| استان میسیونس                 | استان             | پوساداس                |                  | ۱٬۰۹۷٬۸۲۹    | ۹    | ۲۹٬۸۰۱      | ۲۱   | ۳۷          | ۴    | ۱۰ دسامبر ۱۹۵۳ |
| استان نئوکن                   | استان             |                        |                  | ۵۵۰٬۳۳۴      | ۱۶   | ۹۴٬۰۷۸      | ۱۳   | ۶           | ۱۷   | ۱۵ ژوئن ۱۹۵۵   |
| استان ریو نگرو، آرژانتین      |                   | ویدما                  |                  | ۶۳۳٬۳۷۴      | ۱۵   | ۲۰۳٬۰۱۳     | ۴    | ۳           | ۲۱   | ۱۵ ژوئن ۱۹۵۵   |
| استان سالتا                   | استان             |                        |                  | ۱٬۲۱۵٬۲۰۷    | ۸    | ۱۵۵٬۴۸۸     | ۶    | ۸           | ۱۲   | ۱۷ دسامبر ۱۸۳۶ |
| استان سان خوآن، آرژانتین      | استان سن خوآن     | سان خوآن               |                  | ۶۸۰٬۴۲۷      | ۱۳   | ۸۹٬۶۵۱      | ۱۵   | ۸           | ۱۳   | ۱ مارس ۱۸۲۰    |
| استان سان لوئیس               | استان             | سان لوئیس              |                  | ۴۳۱٬۵۸۸      | ۱۹   | ۷۶٬۷۴۸      | ۱۸   | ۶           | ۱۸   | ۱ مارس ۱۸۲۰    |
| استان سانتا کروس، آرژانتین    | استان             | ریوگالگوس              |                  | ۲۷۲٬۵۲۴      | ۲۳   | ۲۴۳٬۹۴۳     | ۲    | ۱           | ۲۴   | ۲۲ نوامبر ۱۹۵۶ |
| استان سانتا فه                | استان             | (آرژانتین)             |                  | ۳٬۲۰۰٬۷۳۶    | ۳    | ۱۳۳٬۰۰۷     | ۱۰   | ۲۴          | ۵    | ۱۰ مه ۱۸۱۶     |
| استان سانتیاگو دل استرو       | سانتیاگو دل استرو | سانتیاگو دل استرو      |                  | ۸۹۶٬۴۶۱      | ۱۲   | ۱۳۶٬۳۵۱     | ۹    | ۷           | ۱۵   | ۲۷ آوریل ۱۸۲۰  |
| استان تیرا دل فوئگو، آرژانتین | استان             | اوشوآیا                |                  | ۱۲۶٬۱۹۰      | ۲۴   | ۲۱٬۲۶۳      | ۲۳   | ۶b          | ۱۶   | ۲۶ آوریل ۱۹۹۰  |
| استان توکومان                 | استان             |                        |                  | ۱٬۴۴۸٬۲۰۰    | ۶    | ۲۲٬۵۲۴      | ۲۲   | ۶۴          | ۲    | ۲۵ نوامبر ۱۸۲۵ |

## مناطق جغرافیایی
کشور آرژانتین به ۶ یا ۷ منطقه تقسیم می‌شود. (۷ منطقه وقتی که پامپا به پامپاس صاف و هموار و رشته کوه‌های پامپاس تقسیم می‌شود).
| Region              | Provinces included                              |
| ------------------- | ----------------------------------------------- |
| Argentine Northwest | استان , استان , استان , استان، استان            |
| گرن                 | استان , استان، استان سانتیاگو دل استرو          |
| Mesopotamia         | استان , استان انتره ریوز، استان کورینتس         |
| Cuyo                | استان سن خوآن، استان مندوزا، استان              |
| پامپا               | استان، استان , استان لاپامپا، استان بوئنوس آیرس |
| پاتاگونیا           | , استان , استان، استان، استان                   |

ممکن است یک استان در بیش از یک منطقه قرار گیرد.